# Никола Шкеровић
Никола Шкеровић (Копито, 25. април 1884 — Београд, 27. децембар 1972) био је српски историчар, новинар и публициста.

## Биографија
Нижу гимназију завршио је у Црној Гори и Србији а вишу у Русији. На Карловом универзитету у Прагу студирао је славистику а један семестар провео је у Лајпцигу. У Прагу је докторирао 1910. са дисертацијом Ђуро Крижанић, његов живот, рад и идеје. У току студија почео је да се бави публицистичким радом. Током такозваног Велеиздајничког процеса 1909. против Срба у Хрватској извештавао је о овом догађају за три руска листа. Професор Цетињске гимназије постао је 1911. године. Бавио се и новинарством пишући за већи број српских листова. Покренуо је и часопис за науку и књижевност Дан који је излазио све до Првог балканског рата. Учествовао је у Другом балканском рату а након рата постаје директор Подгоричке гимназије. Учествовао је и у Првом светском рату а део рата провео је у заробљеничким логорима у Аустроугарској. После рата све до 1935. био је директор подгоричке гимназије. Био је и политички активан као члан Демократске странке. Залагао се за проширивање и поштовање грађанских слобода. У Београд се преселио 1940. и ту је остао до краја живота. Од 1946. до 1952. био је директор Архива Србије након чега је пензионисан.
Његов син је био револуционар Слободан Шкеровић.
Рано се заинтересовао за историју али се у почетку бавио само публицистичким радом. Објављивао је у многим часописима велики број прилога углавном посвећених оновременим политичким и привредним дешавањима. Најзначајнија његова историографска дела написао је у позним годинама након пензионисања. У њима се углавном бави новијом црногорском историјом. Значајна је његова књига о Црној Гори у Првом светском рату и Црној Гори у првим годинама 20. века. Бавио се и објављивањем докумената из Архива Србије.

## Важнији радови
- Ђуро Крижанић (1936);
- Подгорица и њена околина од најстаријих времена (1930);
- Преглед историје Црне Горе (1931);
- Црна Гора у Првом свјетском рату (1963);
- Црна Гора на освиту XX вијека (1964);
- Записници Министарског савјета Србије (1952).